# У суворий край
«У суворий край» (ест. «Külmale maale»; інша назва: «Холодна земля») — радянський чорно-білий драматичний телефільм 1965 року, знятий режисерами Валдуром Хімбеком і Антсом Ківіряхком на студії «Естонський телефільм».

## Сюжет
Фільм знято за мотивами роману «В холодну країну» естонського письменника та драматурга Едуарда Вільде. Розповідає про важке життя естонських селян Російської імперії наприкінці ХІХ століття. Через призму трагічної історії життя бідного селянина Яанне, якого голод штовхнув на скоєння злочину, картина відображає процеси, пов'язані з майновою нерівністю та протиріччями в житті естонського села кінця XIX століття, та розкриває соціальні причини подібних злочинів. У результаті фільм, як і сам роман, стає своєрідним викривальним актом проти громадського порядку, що діяв тоді, що породжував злидні мас і злочин.

## У ролях
- Леонхард Мерзін — Яан
- Ада Лундвер — Анні
- Лінда Тубін — Кайя
- Карл Адер — Андрес
- Ейлі Сільд-Торга — Марі
- Едуард Ралья — Юку
- Аксел Орав — жандарм
- Сальме Реек — сільська жінка
- Тійна Ківіряхк — епізод
- Юхан Ківіряхк — епізод
- Каарел Тоом — слідчий поліції
- Ендел Пярн — судовий виконавець
- Франц Малмстен — злодій
- Лембо Мягі — Кар'я Мадіс
- Лембіт Антон — Кохі Каарел
- Хуго Лаур — Міхкель Мядасоо
- Аадо Химре — поліцейський
- Альфред Ребане — суддя
- Ельвіра Мутт — епізод
- Ло Туї — сільська жінка

## Знімальна група
- Режисери — Валдур Хімбек, Антс Ківіряхк
- Сценарист — Карін Руус
- Оператор — Антон Мутт
- Композитор — Ейно Тамберг
- Художник — Сільвія Мере